# På rensjægersti
|  | Denne artikel er oprettet af botten Steenthbot ud fra en ekstern database. Den kan derfor have sproglige fejl eller mangler. Denne skabelon kan fjernes efter kontrol af indholdet. |

På rensjægersti er en grønlandsk dokumentarfilm fra 1962.

## Handling
På fuglefjeld med skarvreder. To mænd plukker favnfulde af en langstilket plante og fanger fisk på krog. Et par familier drager på renjagt og følger dyrenes spor på rensjægerstierne i Vestgrønland. Byttet bæres til robåden og fragtes hjem.
Filmen er fra Nationalmuseet i Nuuk.